# 忠貞可汗
忠貞可汗（ちゅうていかがん、拼音：Zhōngzhēn Kĕhàn、? - 790年）は、回鶻可汗国の第5代可汗。氏は薬羅葛（ヤグラカル）氏、名は多邏斯（タラス）。可汗号はテングリデ・ボルミシュ・キュリュグ・ビルゲ・カガン（Täŋridä bolmiš külüg bilgä qaγan）で、唐より忠貞可汗の称号を加えられた。

## 生涯
武義成功可汗の子として生まれる。
貞元5年（789年）12月、汨咄禄長寿天親毘伽可汗（武義成功可汗）が薨去したため、子の多邏斯（タラス）が立ち、国人たちは彼を「泮官特勤」と号した。唐は3日間廃朝し、鴻臚卿の郭鋒に節を持たせて弔問させるとともに、多邏斯を冊立して愛登里羅汨没蜜施倶録毘伽忠貞可汗の称号を授けた。
貞元6年（790年）4月、忠貞可汗は少可敦の葉公主に毒殺され、忠貞可汗の弟が簒立して可汗となった。しかし、まもなく彼らも国人たちに殺され、忠貞可汗の幼子である阿啜（アチュル？）が立てられ、可汗となった。

## 妻子
可敦（カトゥン：皇后）
- 咸安公主
- 少可敦の葉公主…僕固懐恩の子の回鶻葉護（ウイグル・ヤブグ）の娘。

子
- 阿啜（奉誠可汗）

## 参考資料
- 『旧唐書』（本紀第十三 徳宗下、列伝第一百四十五 迴紇）
- 『新唐書』（列伝第一百四十二上 回鶻上）